# أرخبيل القديس بطرس والقديس بول
أرخبيل القديس بطرس والقديس بولس (بالبرتغالية: Arquipélago de São Pedro e São Paulo‏) هي عبارة عن مجموعة من 15 جزيرة وصخور صغيرة في المحيط الأطلسي الاستوائي المركزي. تقع في منطقة التقاء المناطق المدارية، وهي منطقة من المحيط الأطلسي تتميز بمتوسط رياح منخفض تتخللها عواصف رعدية محلية. تقع تقريبا 510 ميل بحري (940 كـم؛ 590 ميل) من أقرب نقطة من البر الرئيسى لأمريكا الجنوبية (مدينة توروس الساحلية شمال شرق البرازيل)؛ 625 كيلومتر (388 ميل) شمال شرق أرخبيل فرناندو دي نورونها؛ 990 كيلومتر (620 ميل) من مدينة ناتال. و 1,824 كيلومتر (1,133 ميل) من الساحل الغربي لأفريقيا. إداريا، ينتمي الأرخبيل إلى البرازيل وهو جزء من «حي الولاية» الخاص (بالبرتغالية: distrito estadual‏) لفيرناندو دي نورونها، في ولاية بيرنامبوكو، على الرغم من المسافة الكبيرة جدًا بين مجموعتي الجزيرة والمسافة الأكبر حتى البر الرئيسي للدولة.
في عام 1986، تم تعيين الأرخبيل كمنطقة محمية بيئيًا. تعتبر الآن جزء من منطقة حماية البيئة فرناندو دي نورونها. منذ عام 1998، احتفظت البحرية البرازيلية بمنشأة أبحاث مأهولة بشكل دائم في الجزر. النشاط الاقتصادي الرئيسي حول الجزر هو صيد سمك التونة.

## التاريخ

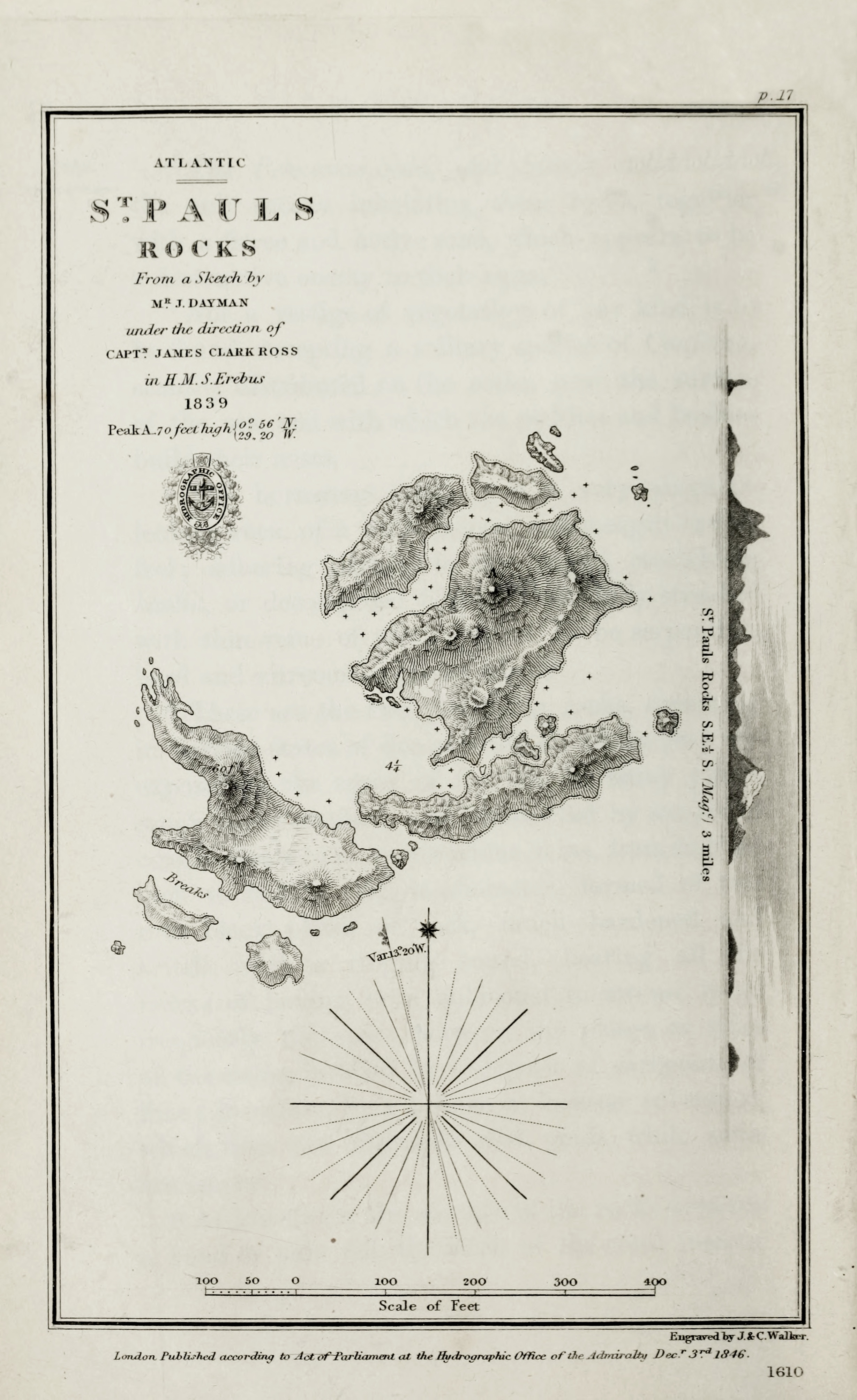
مخطط الأرخبيل 1839.

في 20 أبريل 1511، أثناء رحلتهم إلى الهند، اكتشف أسطول البحرية البرتغالية المكون من ست كارافيل تحت قيادة الكابتن غارسيا دي نورونها الجزر عن طريق الصدفة. أثناء الإبحار في عرض البحر في وقت متأخر من الليل، تحطمت قافلة القديس بطرس بسبب الجزر الصغيرة. تم إنقاذ الطاقم من قبل قافلة القديس بولس، مشكلاً الاسم الذي أطلق على الجزر.
في ديسمبر 1799، هبط الكابتن الأمريكي أماسا ديلانو على الجزر الصغيرة. أمضى فترة بعد الظهر وليلة واحدة على الصخور.
في صباح يوم 16 فبراير 1832، زار تشارلز داروين الصخور في المحطة الأولى من رحلته حول العالم. وأدرج داروين جميع الحيوانات التي يمكن أن يجدها، مشيرًا إلى أنه لا يمكن العثور على نبات واحد أو حتى أشنة في الجزيرة. عثر داروين على طائرين، أخبل وخطاف، وسلطعون كبير سرق السمك المخصص للفراخ، وعثة تعيش على الريش، وخنفساء، وقملة خشبية تعيش على الروث، والعديد من العناكب التي اعتقد أنها تعيش على الطيور المائية نابشة الفضلات. شعر داروين أن هذه الصخور تمثل كيف سيطرت الحياة لأولى على نتوء تم تشكيله حديثًا. كان داروين مُحقًا في ملاحظة أن هذه الجزر الصغيرة، على غير العادة، ولم تكن بركانية، ولكنها تشكلت بدلاً من ذلك عن طريق الارتفاع الجيولوجي.
زار جيمس كلارك روس الصخور، التي كانت تسمى آنذاك «صخور سانت بول»، في 29 نوفمبر 1839. وكان مسؤولاً عن رحلة استكشافية إلى مناطق القطب الجنوبي على متن سفينتين. أعطى روبرت ماكورميك بعض الملاحظات الجيولوجية والبيولوجية على صخور سانت بول في التقرير الخاص بالبعثة.
في عام 1942، خلال الحرب العالمية الثانية، تم الإعلان عن أن الجزر هي جزء من إقليم فرناندو دي نورونها الفيدرالي (الذي شمل أيضًا جزيرة روكاس المرجانية).

### المحطة العلمية
في 25 يونيو 1998، افتتحت البحرية البرازيلية محطة أرخبيل القديس بطرس والقديس بولس العلمية (البرتغالية: Estação Científica do Arquipélago de São Pedro e São Paulo ؛ ECASPSP). المحطة مزودة بأربعة باحثين، يتناوبون على الدخول والخروج كل 15 يومًا. تقوم البحرية البرازيلية بتوسيع المنطقة الاقتصادية الخالصة للبرازيل والمياه الإقليمية والمجال الجوي إلى شمال المحيط الأطلسي.
في يونيو 5-6, 2006، هز الأرخبيل زلزال بقوة 6 درجات على مقياس ريختر. تسبب ارتفاع المد والجزر القوي أعقاب الزلزال عن تحطم حجرة البطارية للمحطة، مما سمح لمياه البحر بإغراق المحطة. لجأ الباحثون الأربعة الذين كانوا في الأرخبيل إلى المنارة، مع الحفاظ على الاتصال المستمر بالبحرية البرازيلية. أنقذت سفينة صيد موجودة في مكان قريب الباحثين، الذين تم نقلهم بعد ذلك إلى زورق دورية تابع للبحرية البرازيلية. تسبب الحادث في أضرار جسيمة للمحطة والمعدات. تم إصلاح المحطة في 9-11 سبتمبر 2006، وبدأت العمل بعد فترة وجيزة.
في عام 2007، بدأت البحرية البرازيلية في بناء محطة علمية جديدة في الأرخبيل. بدأ البناء في 24 يوليو 2007، واكتمل في 25 يونيو 2008. تم بناء المحطة الجديدة بعزلة زلزالية، وهي أكبر بكثير وأفضل تجهيزًا من المحطة السابقة. وتتألف المحطة من مبنى رئيسي مُجهز بنظام لتحلية المياه المالحة بالتناضح العكسي، ونظام الخلايا الكهروضوئية، ونظام اتصالات فضائي.
تحتفظ البحرية البرازيلية أيضًا بمنارة في الأرخبيل، تم بناؤها في عام 1995 لتحل محل المنارة السابقة من عام 1930.

## جغرافيا
تقع صخور القديس بطرس وسانت بول في المحيط الأطلسي، على بعد 100 كيلومتر (62 ميل) شمال خط الاستواء وهي المجموعة الوحيدة من الجزر المحيطية البرازيلية في نصف الكرة الشمالي. أقرب نقطة في الساحل البرازيلي هي كابو دو كالكانهار، ريو غراندي دو نورتي، على بعد حوالي 1010 كيلومترات (630 ميل) من الأرخبيل. تبلغ المساحة الإجمالية الظاهرة حوالي 4.2 فدان (1.7 هكتار) ويبلغ أقصى ارتفاع للأرض 18 مترًا (59 قدمًا) في جزيرة نوردست. يتكون الأرخبيل من عدة صخور وخمس جزر صخرية صغيرة وأربع جزر صغيرة:
- جزيرة بلمونت: 5380 متر مربع (1.33 فدان)
- جزيرة تشالنجر (المعروفة أيضًا باسم ساو باولو): 3000 متر مربع (0.74 فدان)
- الجزيرة الشمالية الشرقية (المعروفة أيضًا باسم ساو بيدرو): 1440 مترًا مربعًا (0.36 فدانًا)
- جزيرة كابرال: 1170 متر مربع (0.29 فدان)
- الجزيرة الجنوبية: 943 متر مربع (0.233 فدان).

لا يوجد مصدر دائم للمياه العذبة في أي من الجزر.

## بيلولوجيا

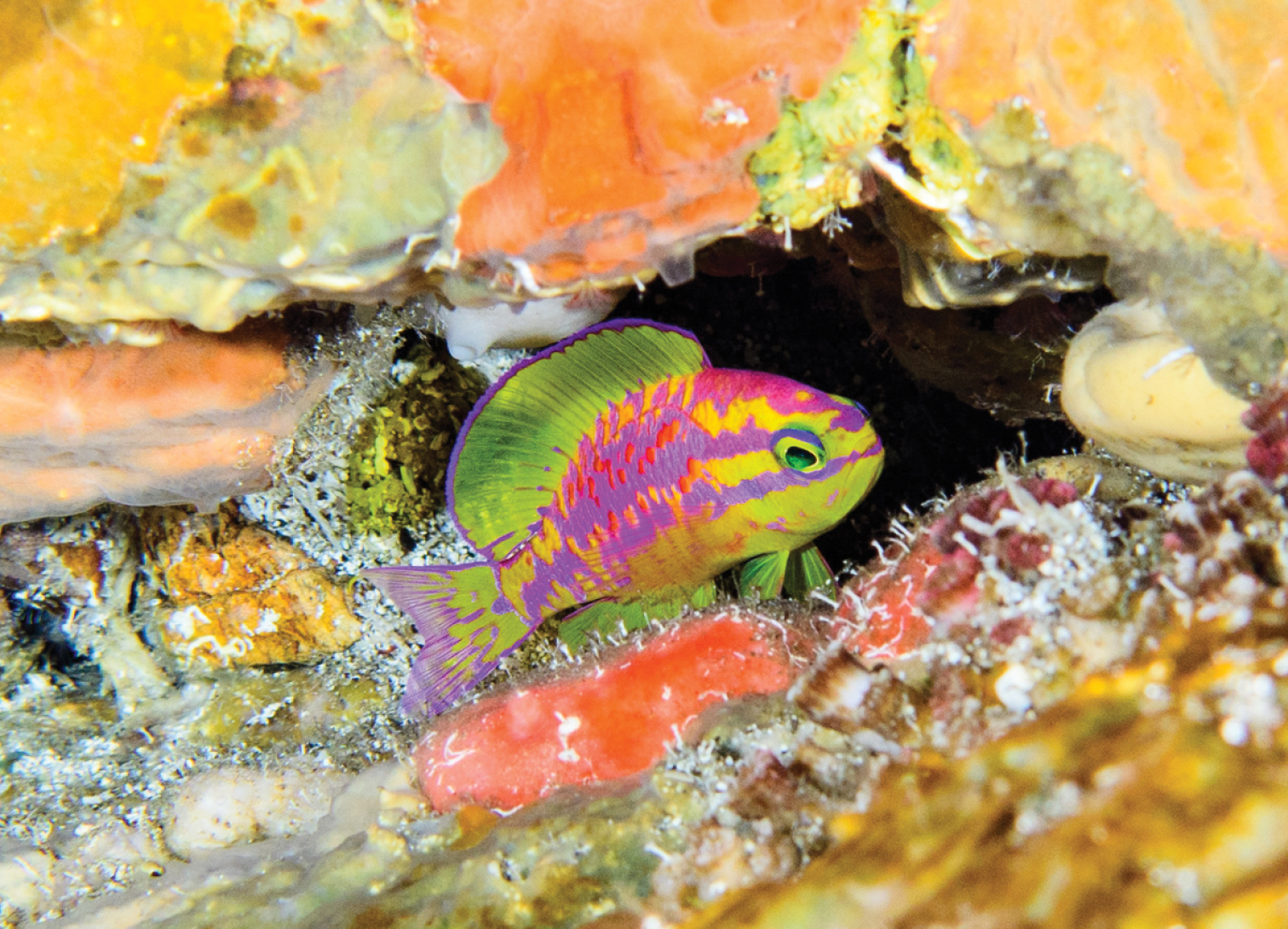
سمكة أفروديت توسانويد (أفروديت أنثياس)

أكبر الجزر، بليمونت، مزروعة بالطحالب والأعشاب. تكون معظم الصخور قاحلة، باستثناء بعض الطحالب البحرية والفطريات التي يمكنها تحمل الاملاح. وتسكن الصخور العديد من الطيور البحرية، بما في ذلك الأحمق البني والخطاف البني والأبله الأسود، كذلك سرطان البحر والحشرات والعناكب.
الجزر هي موطن لأكثر من 100 من أسماك الشعاب المرجانية، حوالي 10 ٪ منها لا يوجد في أي مكان آخر في العالم، بما في ذلك الأسماك البحرية أفروديت توسانويد(Tosanoides aphrodite) الملونة للغاية.

## روابط خارجية
- الموقع الرسمي [وصلة مكسورة] (بالبرتغالية)
- عصر جديد على أرخبيل القديس بطرس والقديس بولس البحرية البرازيلية
- «صخور القديس بطرس والقديس بولس». المناطق الايكولوجية الأرضية. صندوق العالمي للحياة البرية.
- معلومات وصور من الهبوط، فبراير 2001
- وصف داروين من رحلة البيجل
- الزيارة الأولى لسفينة الأبحاث البرازيلية
- بينيدوس دي ساو بيدرو إي ساو باولو (الإسبانية)